# Scotorythra hyparcha
Scotorythra hyparcha là một loài bướm đêm trong họ Geometridae.